# Varkala
Varkala (malabar: വർക്കല) es una ciudad del estado indio de Kerala perteneciente al distrito de Thiruvananthapuram.
En 2011, el municipio que formaba la ciudad tenía una población de 40 048 habitantes, siendo sede de un taluk con una población total de 294 485 habitantes. El taluk comprende los siguientes gram panchayat: Edava, Karavaram, Pallickal, Navaikulam, Chemmaruthy, Cherunniyoor-Vettoor, Kudavoor, Manamboor, Ottoor, Karavaram, Madavoor y Ayiroor.
Se ubica en la costa del mar arábigo, unos 30 km (kilómetros) al noroeste de la capital distrital Thiruvananthapuram. Es conocida por albergar la única playa del estado donde los acantilados se ubican adyacentes al mar; esta costa ha sido declarada "monumento geológico nacional" por el GSI.

## Historia
Se cree que Lord Brahma le ordenó al rey de Pandyan que construyera un templo en este mismo lugar para redimirlo de sus pecados. Varios otros mitos abundan sobre el nacimiento de Varkala. Otra leyenda dice que cuando un grupo de peregrinos se acercó a Sage Narada y le dijo que habían pecado, Narada arrojó su valkalam (una tela de lomo hecha de la corteza de un árbol) y aterrizó en esta pintoresca aldea y, por lo tanto, el lugar llegó a ser conocido como Varkala. Narada les dijo a los peregrinos que rezaran por su redención en Papanasam, lo que literalmente significa la redención de los pecados.

## Clima
| Parámetros climáticos promedio de Varkala                | Parámetros climáticos promedio de Varkala | Parámetros climáticos promedio de Varkala | Parámetros climáticos promedio de Varkala | Parámetros climáticos promedio de Varkala | Parámetros climáticos promedio de Varkala | Parámetros climáticos promedio de Varkala | Parámetros climáticos promedio de Varkala | Parámetros climáticos promedio de Varkala | Parámetros climáticos promedio de Varkala | Parámetros climáticos promedio de Varkala | Parámetros climáticos promedio de Varkala | Parámetros climáticos promedio de Varkala | Parámetros climáticos promedio de Varkala |
| Mes                                                      | Ene.                                      | Feb.                                      | Mar.                                      | Abr.                                      | May.                                      | Jun.                                      | Jul.                                      | Ago.                                      | Sep.                                      | Oct.                                      | Nov.                                      | Dic.                                      | Anual                                     |
| -------------------------------------------------------- | ----------------------------------------- | ----------------------------------------- | ----------------------------------------- | ----------------------------------------- | ----------------------------------------- | ----------------------------------------- | ----------------------------------------- | ----------------------------------------- | ----------------------------------------- | ----------------------------------------- | ----------------------------------------- | ----------------------------------------- | ----------------------------------------- |
| Temp. máx. media (°C)                                    | 29.9                                      | 30.7                                      | 31.7                                      | 31.8                                      | 31.3                                      | 29.1                                      | 28.6                                      | 28.9                                      | 29.3                                      | 29.3                                      | 29.1                                      | 29.3                                      | 29.9                                      |
| Temp. media (°C)                                         | 26.1                                      | 26.9                                      | 28.1                                      | 28.6                                      | 28.2                                      | 26.5                                      | 25.9                                      | 26.2                                      | 26.5                                      | 26.5                                      | 26.2                                      | 26                                        | 26.8                                      |
| Temp. mín. media (°C)                                    | 22.4                                      | 23.2                                      | 24.5                                      | 25.4                                      | 25.2                                      | 23.9                                      | 23.3                                      | 23.5                                      | 23.7                                      | 23.7                                      | 23.4                                      | 22.7                                      | 23.7                                      |
| Precipitación total (mm)                                 | 19                                        | 27                                        | 52                                        | 144                                       | 248                                       | 457                                       | 336                                       | 222                                       | 201                                       | 290                                       | 205                                       | 55                                        | 2256                                      |
| Días de lluvias (≥ 1 mm)                                 | 1                                         | 2                                         | 3                                         | 8                                         | 10                                        | 19                                        | 17                                        | 14                                        | 11                                        | 12                                        | 8                                         | 3                                         | 108                                       |
| Fuente n.º 1: Climate-Data.org                           |                                           |                                           |                                           |                                           |                                           |                                           |                                           |                                           |                                           |                                           |                                           |                                           |                                           |
| Fuente n.º 2: Weather2Travel for sunshine and rainy days |                                           |                                           |                                           |                                           |                                           |                                           |                                           |                                           |                                           |                                           |                                           |                                           |                                           |